# Stone Temple Pilots (альбом, 2010)
Stone Temple Pilots — шостий студійний альбом рок-гурту Stone Temple Pilots, що вийшов у 2010 році.

## Історія створення
Рок-гурт Stone Temple Pilots став відомим під час розквіту гранджу і з 1992 по 2001 роки випустив п'ять альбомів. На початку 2000-х років музиканти розійшлись, в тому числі через проблеми фронтмена Скотта Вейланда з наркотиками. З 2003 по 2008 роки Вейланд співав у супергурті Velvet Revolver, заснованому колишніми музикантами Guns N' Roses, проте пішов через конфлікти з іншими учасниками гурту. У 2008 році він повернувся до Stone Temple Pilots і гурт поступово почав давати концерти після багаторічної перерви.
Процес запису шостого студійного альбому Stone Temple Pilots суттєво відрізнявся від попередніх платівок. Дін Делео, Роберт Делео та Ерік Крец працювали над новими піснями втрьох, після чого відсилали демоверсію із вокальною мелодією Вейланду. Фронтмен знаходився у власній студії Lavish Studios разом з продюсером Доном Васом, слухав інструментальні партії, створював фінальну вокальну партію та писав тексти. Продюсерами альбому стали брати Делео, а Дон Вас допомагав музикантам досягти порозуміння.
Платівка отримала назву Stone Temple Pilots та вийшла 25 травня 2010 року. Першим синглом стала пісня «Between the Lines», після випуску якої гурт вирушив у мінітурне з дев'яти концертів.

## Критичні відгуки
Девід Фріке (Rolling Stone) звернув увагу на рядки про наркотики в головному синглі «Between the Lines», та музичну подібність першого за дев'ять років студійного альбому Stone Temple Pilots на Девіда Бові та Bad Company, проте назвав платівку «найбільш зосередженим записом з часів Core, що був нещадно розкритикований в 1992 році». На його думку, «Hickory Dichotomy» була омажем до «Jean Genie» Бові «Dare If You Dare» схожа на пісні Леннона 1970-х років, а серед інших пісень відзначив «Huckleberry Crumble», «Fast As I Can» та «Cinnamon».
На сайті Entertainment Weekly також помітили відсилання до «наркоманського минулого» Вейланда в пісні «Between the Lines», але на думку Джона Долана, спів фронтмена став більш іскристим та не таким важким, як раніше. Проте в цілому оглядач не знайшов на альбомі нічого нового, окрім вже знайомого поєднання попроку та гранджу.
На музичному сайті PopMatters зауважили, що на відміну від попередніх платівок, тепер гурт почав навмисно «цитувати» інші колективи, і це перетворилось на гру «Знайди вплив»: в «Between the Lines» можна почути Animals, Zombies та «нірванівську» «Stay Away», в «Huckleberry Crumble» — Aerosmith, в «First Kiss on Mars» та «Hickory Dichotomy» — Девіда Бові, в «Cinnamon» — Joy Division та Пола Вестерберга, а в «Dare If You Dare» — The Beatles. На думку Майкла Шиллера, саме «запозичені» пісні стали найкращими на альбомі, в той час, як типові для STP рок-н-рольні треки було дуже легко забути після прослуховування. Оглядач назвав платівку однією з найбільш приємних для прослуховування в каталозі групи з часів Purple та Tiny Music…, приємним бонусом для всіх, хто нічого не чекав від колективу з початку двохтисячних.
Стівен Томас Ерлвайн (AllMusic) звернув увагу на відсутність продюсера Брендана О'Браєна, з яким STP працювали раніше. На його думку, О'Браєн міг би прибрати з альбому явні алюзії на Led Zeppelin чи Aerosmith, але навіть без цього платівка вийшла досить сильною і підкреслила, що Вейланд та інші музиканти потрібні один одному.
На сайті часопису Billboard альбом сприйняли дуже позитивно, відзначивши «музичну зрілість та сильне відчуття напрямку руху». Редактор журналу відзначив вміле поєднання хард-року, гранджу та мелодизму The Beatles, завдяки яким «STP підтвердили своє місце серед найбільш оригінальних рок-хамелеонів».

## Список пісень
Автор слів Скотт Вейланд. 
| #     | Назва                 | Автор музики       | Тривалість |
| ----- | --------------------- | ------------------ | ---------- |
| 1.    | «Between the Lines»   | Р. Делео           | 2:50       |
| 2.    | «Take a Load Off»     | Д. Делео           | 3:11       |
| 3.    | «Huckleberry Crumble» | Р. Делео           | 3:10       |
| 4.    | «Hickory Dichotomy»   | Д. Делео           | 3:22       |
| 5.    | «Dare If You Dare»    | Д. Делео           | 4:29       |
| 6.    | «Cinnamon»            | Р. Делео           | 3:33       |
| 7.    | «Hazy Daze»           | Р. Делео, Д. Делео | 2:59       |
| 8.    | «Bagman»              | Д. Делео           | 2:45       |
| 9.    | «Peacoat»             | Д. Делео           | 3:29       |
| 10.   | «Fast As I Can»       | Д. Делео           | 3:33       |
| 11.   | «First Kiss on Mars»  | Р. Делео           | 3:03       |
| 12.   | «Maver»               | Р. Делео           | 4:52       |
| 41:16 |                       |                    |            |

## Учасники запису
Stone Temple Pilots
- Скотт Вейланд — вокал
- Дін Делео — гітара, продюсування
- Роберт Делео — бас, бек-вокал, продюсування
- Ерік Крец — ударні

Технічний персонал
- Кріс Лорд-Олдж – мікшування
- Дон Вас – додатковий продюсер
- Тед Дженсен – майстеринг
- Расс Фаулер – інженер
- Білл Епплберрі – інженер, клавішні
- Дуг Грін - інженер
- Майк Герлах – помічник інженера
- Джаред Хіршленд – помічник інженера
- Арік Гарсія – помічник інженера
- Кіт Армстронг – помічник по мікшуванню
- Нік Карпен – помічник по мікшуванню
- Бред Таунсенд – додатковий інженер
- Ендрю Шуберт – додатковий інженер
- Шепард Фейрі – зображення на обкладинці
- Марк Обріскі – артдиректор та дизайнер
- Девід Дж. Харріган III – додатковий дизайнер
- Чепмен Белер – фотограф
- Дана Дюфайн – менеджер

## Хіт-паради
| Чарт (2010)                                          | Найвища позиція |
| ---------------------------------------------------- | --------------- |
| Австралія Australian Albums (ARIA)                   | 21              |
| Австрія Austrian Albums (Ö3 Austria)                 | 54              |
| Бельгія Belgian Albums (Ultratop Flanders)           | 105             |
| Бельгія Belgian Albums (Ultratop Wallonia)           | 155             |
| Канада Canadian Albums (Billboard)                   | 2               |
| Фінляндія Finnish Albums (Suomen virallinen lista)   | 35              |
| Німеччина German Albums (Offizielle Top 100)         | 52              |
| Греція Greek Albums (IFPI)                           | 10              |
| Італія Italian Albums (FIMI)                         | 83              |
| Мексика Mexican Albums (Top 100 Mexico)              | 80              |
| Нова Зеландія New Zealand Albums (Recorded Music NZ) | 6               |
| Шотландія Scottish Albums (OCC)                      | 62              |
| Іспанія Spanish Albums (PROMUSICAE)                  | 91              |
| Швейцарія Swiss Albums (Schweizer Hitparade)         | 36              |
| Велика Британія UK Albums (OCC)                      | 80              |
| Велика Британія UK Digital Albums (OCC)              | 97              |
| Велика Британія UK Rock & Metal Albums (OCC)         | 4               |
| США Billboard 200                                    | 2               |
| США Digital Albums (Billboard)                       | 2               |
| США Top Rock Albums (Billboard)                      | 1               |
| США Top Hard Rock Albums (Billboard)                 | 1               |